# Délit de marchandage en droit du travail français
Le Code du travail français qualifie de marchandage, et interdit, « toute opération à but lucratif de fourniture de main-d'œuvre qui a pour effet de causer un préjudice au salarié qu'elle concerne ou d'éluder l'application des dispositions légales ou de stipulations d'une convention ou d'un accord collectif de travail » . L'employeur du salarié est qualifié de « faux sous-traitant ».

## Histoire
La notion de « marchandage » est apparue au XIXe siècle, époque à laquelle des personnes se plaçaient comme intermédiaires ou « sous-entrepreneurs » pour « revendre » le travail d'ouvriers. Ils étaient appelés « marchandeurs ».
Un décret du 2 mars 1848 a aboli « l'exploitation des ouvriers par les sous-entrepreneurs ouvriers, dits marchandeurs ».
Le 31 janvier 1901, un arrêt de la Cour de cassation a limité la portée de cette loi à la seule « exploitation des ouvriers au moyen de ce marchandage ».

## Dispositions légales

### Délit
Le marchandage est sanctionné comme un délit lorsqu'il n'est pas effectué dans le cadre des dispositions relatives au droit du travail. Toute opération à but lucratif ayant pour objet exclusif le prêt de main-d'œuvre est également interdite.
Il existe trois exceptions à ces interdictions formelles : le travail temporaire, le travail à temps partagé et le portage salarial.

### Sanctions
Les poursuites peuvent être engagées sur le fondement de l'article L8231-1 du Code du travail exclusivement ou de l'article L8241-1 du Code du travail - qui concerne le prêt illicite de main-d'œuvre -, ou sur les deux bases en même temps dès lors, par exemple, que sous couvert d'une prestation de services, l'opération aura eu pour objet exclusif le prêt de main-d'œuvre et aura causé un préjudice au salarié concerné.
- Sur le plan civil, en cas de défaillance du faux sous-traitant, l'utilisateur de la main-d'œuvre est substitué au faux sous-traitant pour le paiement de tous les droits dus aux salariés faisant l'objet de la fausse sous-traitance[5].
- Sur le plan pénal, toute personne physique responsable du délit est passible d'un emprisonnement de deux ans et d'une amende de 30 000 euros ou de l'une de ces deux peines seulement, avec ou sans interdiction d'exercer l'activité de sous-entrepreneur de main-d'œuvre pour une durée de deux ans à dix ans[6]. Pour les  entreprises, l'amende est de 150 000 euros[7], avec ou sans dissolution, interdiction d'exercer, fermeture d'établissements, exclusion des marchés publics, confiscation, etc[8].

## Doctrine
Le lien de subordination constitue l'un des trois éléments essentiels du contrat de travail entre le salarié et son employeur, les deux autres éléments étant la prestation de travail et la rémunération. Si le lien de subordination relie dans les faits le salarié et le client, l'un des éléments du contrat de travail fait défaut, et le contrat de travail n'est pas valide.